# Pragaan Laok
Pragaan Laok is een bestuurslaag in het regentschap Sumenep van de provincie Oost-Java, Indonesië. Pragaan Laok telt 7764 inwoners (volkstelling 2010).